# Kazuhisa Kono
Kazuhisa Kono (n. 30 decembrie 1950) este un fost fotbalist japonez.

## Statistici
| Japonia | Japonia | Japonia |
| An      | Meciuri | Goluri  |
| ------- | ------- | ------- |
| 1974    | 1       | 0       |
| Total   | 1       | 0       |